# Huntit

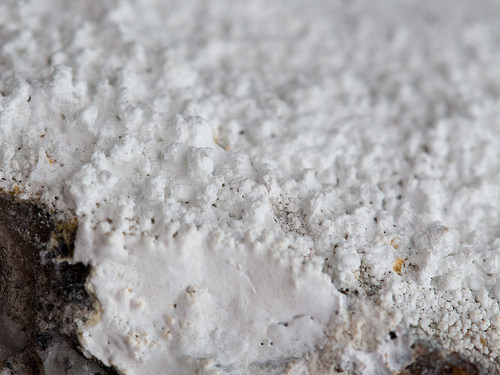
Huntit

A huntit a dolomitcsoportba tartozó ásvány. (:Huntit. CaMg3(CO3)4.) Magyarországon négy barlangban fordul elő.

## Története
A huntitot 1943-ban George T. Faust fedezte fel, amikor a dolomit eloszlását vizsgálta az Egyesült Államok Nevada állambeli White Pine megyében.
A vizsgált anyag a fizikai tulajdonságok alapján magnezitnek tűnt, azonban a lángvizsgálat kalcium jelenlétét is jelezte. További elemzésekkel Faustnak végül sikerült bebizonyítania, hogy új ásványról van szó, és 1953-ban publikálta eredményeit az „American Mineralogist” ásványtani folyóiratban. Az ásványt egykori tanára, a Michigani Egyetem volt ásványtani professzora, Walter Frederick Hunt (1882–1975) tiszteletére nevezte el.

## Jellemzői
- Sűrűsége: 2,7 g/cm³.
- Keménysége: 1,0-2,0 nagyon lágy ásvány (a Mohs-féle keménységi skála szerint).
- Színe:   fehér, enyhén sárga.
- Fénye: földszerű, fakó.
- Pora:   fehér.
- Gyakori összetétele:
- Kalcium (Ca) =11,4%
- Magnézium (Mg) =20,6%
- Szén (C) =13,6%
- Oxigén (O) =54,4%

## Előfordulási helyei
- József-hegyi-barlang
- Nagyharsányi-kristálybarlang
- Citadella-kristálybarlang
- Beremendi-kristálybarlang